# 유럽 사회당
유럽 사회당(영어: Party of European Socialists (PES))은 사회민주주의를 지향하는 범유럽 정당이다. 유럽연합 회원국 27개 국가의 32개 정당과 노르웨이의 노동당 등 33개 정당이 회원으로 참여하고 있다. 그외에 12개의 협력 정당과 5개의 옵저버 정당이 있다. 유럽 사회당은 사회주의 인터내셔널의 회원이며, 유럽 의회에서는 비회원 정당인 이탈리아 민주당 등과 함께 사회민주진보동맹을 구성하고 있다.

## 역사
유럽 사회민주주의 정당의 협력은 19세기 후반 노동운동까지 거슬러 올라간다. 당시 서유럽의 사민당들은 그들이 주장하던 유럽통합을 위해 사회주의 인터내셔널을 창설하고 회원 정당이 된다.
1957년 1월 유럽 석탄 철강 공동체 회원국 사민당은 룩셈부르크에서 1차 총회를 열고, 공동사무국을 창설할 것을 합의했다. 1971년 6월말 브뤼셀에서 8차 총회에서 공동사무국을 유럽공동체 사민당 사무국으로 명칭을 변경했다.
1974년 4월 5일 사무국이 있던 룩셈부르크에서 유럽공동체 사민당 연합이라는 유럽수준의 정당연합을 만들었다. 하지만 정당들을 정당합의 명칭에는 합의하지 못 각국이 자신의 언어에 맞게 사용했다. 얼마후 당사무국은 룩셈부르크에서 브뤼셀로 이전한다. 연합의 초대 의장은 독일 사민당의 빌헬름 드뢰셔(Wilhelm Dröscher)가 맡았다.
1979년 처음으로 유럽의회가 회원국 국민들의 직접투표로 선출됐다. 이후 이 연합은 113석으로 유럽의회 내 최대 교섭단체를 구성한다. 연합은 1984년 두 번째 선거에서 좋은 결과를 보여 130석으로 최대 교섭단체를 구성했다.
마스트리흐트 조약에 따라 유럽연합이 만들어지고, 개정 협약 138a조에 유럽정당의 개념이 도입되면서, 1992년 11월 9-10일 네덜란드 헤이그에서 열린 총회에서 유럽사회당을 창당했다.(국가에 따라 유럽사민당이라고 칭하기도 한다.) 그리고 1992년 유럽 사회당 청년조직인 유럽청년사회주의자 창립한다.
유럽 사회당은 유럽연합 회원국 사민당과 노르웨이 노동당 등 32개 정당이 정회원으로 가입해 있고, 크로아티와 마케도니아, 스위스, 터키의 정당들이 협력정당으로 가입해 있다.
2004년 4월부터 덴마크 총리와 유럽의회 의원을 역임한 폴 니룹 라스무센이 당대표로 활동하고 있다.
유럽 의회에서 유럽 사회당은 2009년 선거이후 소속 정당의 유럽의원과 유럽 사회당에 속하지 않는 정당 소속 의원(주로 이탈리아 민주당)과 함께 사회민주진보동맹을 구성하고 있다. 현재 184석으로 유럽의회내 두 번째 교섭단체에 해당한다.

## 정책
유럽 사민당은 여러 결의와 사안에 대한 입장표명 등을 통해 정책적 입장을 밝히고 있다. 그 중에서도 2009년 프라하 당대회에서 채택한《사람이 먼저다: 진보적 유럽 아젠다》를 통해 유럽 사회당 향후 5년 간의 정책적 원칙을 밝히고 있다. 그 핵심 내용은 다음과 같다.
1. 강력한 경제 회복과 새로운 지속가능하며, 사회적으로 정의로운 성장모델을 확보한다.
2. 미래의 위기를 피할 수 있고, 실제 경제에 이바지하는 근본적 금융시장개혁을 성취한다.
3. 기후변화에 대응하고 미래에까지 청정한 에너지를 확보한다.
4. 지구화된 세계에 강력하고 공정하며 효과적인 복지체제, 즉 새로운 사회적 유럽을 위해 노력한다.
5. 양성 평등을 추구한다.
6. 새로운 세계 질서 속에서 인간의 진보와 안전의 세계적 확산(지구화)를 이룩한다.

## 조직
유럽 사회당의 회원정당은 27개 유럽연합 회원국과 노르웨이의 정당 33개가 가입해 있다. 그외에 12개 정당은 협력정당으로 6개 정당은 옵저버 정당으로 참여하고 있다. 유럽 사회당 회원조직으로는 부문조직과 유럽연합 기구내 조직, 정치재단이 있다. 부문조직으로 청년조직 유럽 청년 사회주의자, 여성조직 PES 여성이 있고, 유럽연합 기구내의 조직으로는 유럽정당인 사회민주진보동맹과 지역위원회(committe of the regions) 유럽사회당 그룹이 있다. 정치재단으로는 유럽진보연구재단이 있다. 사회주의 인터내셔널 등 3개조직은 협력조직으로, 사회주의 인터내셔널 여성 등 9개조직은 옵저버로 참여하고 있다.
당은 5년에 두번 총회에서 당의 정책노선을 결정한다. 유럽의회 선거전 총회에서는 선거강령을 채택한다. 당대회가 열리지 않는 기간에서는 상무위원회에서 유럽사회당의 정책을 결정한다. 총회에서는 당대표와 부대표, 그리고 여타 대표단을 선출한다.
의장은 일상적 당운영을 책임지며, 대표간을 이끈다. 대표단은 의장과 부의장, 사무총장, 유럽의회 교섭단체 사회민주진보동맹의 대표, 회원 정당과 조직의 대표 1인이 참여한다. 그외에 그리고 유럽의회 의장(유럽사회당 소속인 경우), 유럽사회당 소속 집행위원, 협력단체나 조직의 대표 1인도 대표단회의에 참석한다.
당대표 회의는 유럽사회당 소속 총리와 당대표 참가하는 회의로 전략과 문제해결방안의 동의를 구하기 위해 연 3-4회 개최한다.

## 참가 정당

### 정회원
| 국가                 | 정당명 (원어)                                  | 정당명 (한글)                | 약칭   | 유럽의회 의원수 |
| -------------------- | ---------------------------------------------- | ---------------------------- | ------ | --------------- |
| 오스트리아           | Sozialdemokratische Partei Österreichs         | 오스트리아 사회민주당        | SPÖ    | 5 / 19          |
| 벨기에 （ 플랑드르） | Socialistische Partij Anders                   | 다른 사회당                  | sp.a   | 1 / 13          |
| 벨기에 （ 왈롱）     | Parti Socialiste                               | 사회당                       | PS     | 2 / 8           |
| 불가리아             | Българска социалистическа партия               | 불가리아 사회당              | BSP    | 5 / 17          |
| 크로아티아           | Socijaldemokratska partija Hrvatske            | 크로아티아 사회민주당        | SDP    | 4 / 12          |
| 키프로스             | Κίνημα Σοσιαλδημοκρατών                        | 사회민주운동                 | EDEK   | 2 / 6           |
| 체코                 | Česká strana sociálně demokratická             | 체코 사회민주당              | ČSSD   | 0 / 21          |
| 덴마크               | Socialdemokraterne                             | 사회민주당                   | A      | 3 / 14          |
| 에스토니아           | Sotsiaaldemokraatlik Erakond                   | 에스토니아 사회민주당        | SDE    | 2 / 7           |
| 핀란드               | Suomen Sosialidemokraattinen Puolue            | 핀란드 사회민주당            | SDP    | 2 / 14          |
| 프랑스               | Parti Socialiste                               | 사회당                       | PS     | 6 / 79          |
| 독일                 | Sozialdemokratische Partei Deutschlands        | 독일 사회민주당              | SPD    | 16 / 96         |
| 그리스               | Πανελλήνιο Σοσιαλιστικό Κίνημα                 | 범그리스 사회주의 운동       | PASOK  | 2 / 21          |
| 헝가리               | Magyar Szocialista Párt                        | 헝가리 사회당                | MSZP   | 5 / 21          |
| 아일랜드             | Páirtí an Lucht Oibre                          | 노동당                       | Lab    | 0 / 13          |
| 이탈리아             | Partito democratico                            | 민주당                       | PD     | 18 / 76         |
| 이탈리아             | Partito Socialista Italiano                    | 사회당                       | PSI    | 0 / 76          |
| 라트비아             | Latvijas Sociāldemokrātiskā Strādnieku Partija | 사회민주당 "조화"            | SDPS   | 2 / 8           |
| 리투아니아           | Lietuvos Socialdemokratų Partija               | 리투아니아 사회민주당        | LSDP   | 2 / 11          |
| 룩셈부르크           | Lëtzebuerger Sozialistesch Arbechterpartei     | 룩셈부르크 사회주의 노동자당 | LSAP   | 1 / 6           |
| 몰타                 | Malta Labour Party Partit Laburista            | 노동당                       | MLP    | 4 / 6           |
| 네덜란드             | Partij van de Arbeid                           | 노동당                       | PvdA   | 6 / 29          |
| 노르웨이             | Arbeiderparti                                  | 노동당                       | DnA    | n/a             |
| 폴란드               | Sojusz Lewicy Demokratycznej                   | 민주좌파연합                 | SLD    | 5 / 52          |
| 폴란드               | Unia Pracy                                     | 노동연합                     | UP     | 0 / 52          |
| 포르투갈             | Partido Socialista                             | 사회당                       | PS     | 9 / 21          |
| 루마니아             | Partidul Social Democrat                       | 사회민주당                   | PSD    | 11 / 33         |
| 슬로바키아           | Smer - sociálna demokracia                     | 방향-사회민주주의            | Smer   | 3 / 14          |
| 슬로베니아           | Socialni demokrati                             | 사회민주당                   | SD     | 2 / 8           |
| 스페인               | Partido Socialista Obrero Español              | 스페인 사회노동당            | PSOE   | 21 / 58         |
| 스웨덴               | Sveriges socialdemokratiska arbetareparti      | 스웨덴 사회민주노동당        | S      | 5 / 21          |
| 영국                 | Labour Party                                   | 노동당                       | Labour | -               |
| 영국 ( 북아일랜드)   | Social Democratic and Labour Party             | 사회민주노동당               | SDLP   | -               |

### 협력 정당
| 국가                  | 정당명 (원어) | 정당명 (한글)                | 약칭  |
| --------------------- | --- | ---------------------------- | ----- |
| 알바니아              | Partia Socialiste e Shqipërisë                                                                                                  | 사회당                       | PSS   |
| 보스니아 헤르체고비나 | Socijaldemokratska partija Bosne i Hercegovine                                                                                  | 사회민주당                   | SDP   |
| 불가리아              | Партия Български социалдемократи (Partija Balgarski Socialdemokrati)                                                            | 사회민주당                   | PBS   |
| 아이슬란드            | Samfylkingin | 사회민주동맹                 | Samf. |
| 몰도바                | Partidul Democrat din Moldova                                                                                                   | 몰도바 민주당                | PDM   |
| 몬테네그로            | Demokratska partija socijalista Crne Gore                                                                                       | 몬테네그로 사회주의자민주당  | DPS   |
| 몬테네그로            | Socijaldemokratska partija Crne Gore                                                                                            | 몬테네그로 사회민주당        | SDP   |
| 북마케도니아          | Социјалдемократски сојуз на Македонија Socijaldemokratski Sojuz na Makedonija                                                   | 마케도니아 사회민주주의 동맹 | SDSM  |
| 세르비아              | Демократска странка (Demokratska Stranka)                                                                                       | 민주당                       | DS    |
| 스위스                | Sozialdemokratische Partei der Schweiz Parti socialiste suisse Partito Socialista Svizzero Partida Socialdemocrata de la Svizra | 스위스 사회민주당            | SP/PS |
| 튀르키예              | Cumhuriyet Halk Partisi | 공화인민당                   | CHP   |
| 튀르키예              | Halkların Demokratik Partisi | 인민민주당                   | HDP   |

### 옵저버
| 국가       | 정당 (원어)                                                                         | 정당 (한글)                | 약칭 |
| ---------- | ----------------------------------------------------------------------------------- | -------------------------- | ---- |
| 안도라     | Partit Socialdemòcrata                                                              | 사회민주당                 | PS   |
| 아르메니아 | Հայ Յեղափոխական Դաշնակցութիւն Hay Yeghap’vokhakan Dashnakts’ut’iwn                  | 아르메니아 혁명연맹        | ARF  |
| 조지아     | ქართული ოცნება – დემოკრატიული საქართველო Kartuli ocneba – Demok’rat’iuli Sakartvelo | 조지아의 꿈                |      |
| 이스라엘   | העבודה Avoda                                                                        | 이스라엘 노동당            |      |
| 이스라엘   | התנועה החדשה-מרצ HaTnuah HaHadasha-Meretz                                           | 메레츠                     |      |
| 북키프로스 | Cumhuriyetçi Türk Partisi                                                           | 공화터키당                 | CTP  |
| 산마리노   | Partito dei Socialisti e dei Democratici                                            | 사회주의자와 민주주의자 당 | PSD  |